# 沙景昌
沙景昌（1953年—），男，回族，吉林扶余人，中国演员，中国国家话剧院一级演员，中国戏剧家协会、中国电影家协会会员。